# Балканска Лавина
Балканска Лавина (The Balkan Avalanche) је бубњарски ансамбл основан и предвођен од стране балканског бубњара Драгољуба Ђуричића. Идеја за окупљање овог инструменталног састава родила се за време трајања протеста против тадашње власти у Београду 1996. године. 

## Историјат
Важно је напоменути да бенд није настао из потребе да подржи владајућу странку или опозицију.  Поред Драгољуба Ђуричића, оснивача и главног носиоца енергије Балканске Лавине, овај бубњарски ансамбл чине бројни млади бубњари и бубњарке, а њихов број у зависности  од потребе догађаја и сцене се креће од пет учесника па до неколико десетина.  Основи циљ овог пројекта је да промовише бубањ као најстарији инструмент, а ритам који настаје свирањем покреће публику и уз помоћ  разних сценских, светлосних и других ефеката доноси снажну енергију.  
Наступи Балканске Лавине су дугогодишњи и бројни, а без обзира на то где и којом приликом свирају посебност, размена енергије са публиком и њена суштина остају исти и уметничким утиском који пружају превазилазе обичну забаву. 

## Значајни наступи
Неки од значајнијих наступа у биографији Балканске Лавине су:
- истоимени музичко-сценски спектакл "Балканска Лавина" у Центар Савау у Београду (2010) и у Подгорици (2011)
- "Дан бубњара" чији је главни носилац програма и у чијој организацији се одржава већ пет година заредом у београдском позоришту "Атеље 212";
- ⁃Una Saga Serbica
- учешће у музичко-плесном спектаклу "Una Saga Serbica[1]" 2015. године у Сава центру у Београду;
- концерти на најпознатијим српским фестивалима "Exit" (2004. и 2005.) и "Beer Fest" (2008)
- редовни, дугогодишњи наступи на "Фестивалу уличних свирача" у Новом Саду, "Whitefield Jazz Festival" у Бијелом Пољу, "Међународном фестивалу добошара" у Чоки, фестивалу "Цуцка јека" у Црној Гори;
- наступи на манифестацијама "Европски фестивал" и "Дан Европе" 2014. и 2015. год. у Црној Гори;
- учешћа на "Будванском карневалу" у Будви, неколико година заредом и "Дечијем карневалу" у Херцег Новом;
- дугогодишња музичка подршка "Београдском маратону" и свим важним спортским манифестацијама у Србији;
- отварање " X Фестивала српског филма фантастике[2]" (2015);
- наступи широм бивше СФРЈ, као гостујућа група, са познатим Балканским певачем Здравком Чолићем;
- бројни самостални концерти и учешћа на различитим догађајима у Србији, Босни и Херцеговини, Црној Гори и Хрватској.